# Joci Pápai
József "Joci" Pápai, född 22 september 1981 i Tata, är en ungersk sångare, skådespelare, rappare och gitarrist med romskt ursprung. 2017 vann han den nationella uttagningen till Eurovision Song Contest 2017 i Kiev där han representerade Ungern med den egenskrivna låten "Origo". Pápai gick vidare från semifinalen till final, där han knep åttondeplatsen.
Pápai deltog i Eurovision Song Contest 2019 i Tel Aviv med låten "Az Én Ápam". Låten handlar om hans bortgångne far. Han misslyckades med att ta sig till finalen vilket var första gången på åtta år som Ungern inte tog sig till finalen.